# 91. pr. Kr.
◄ | 2. stoljeće pr. Kr. | 1. stoljeće pr. Kr. | 1. stoljeće | ►
◄ | 120-ih pr. Kr. | 110-ih pr. Kr. | 100-ih pr. Kr. | 90-ih pr. Kr. | 80-ih pr. Kr. | 70-ih pr. Kr. | 60-ih pr. Kr. | ►
◄◄ | ◄ | 94. pr. Kr. | 93. pr. Kr. | 92. pr. Kr. | 91 pr. Kr. | 90. pr. Kr. | 89. pr. Kr. | 88. pr. Kr. | ► | ►►
Astronomija

## Događaji
- ubojstvo narodnog tribuna Marka Livija Druza; 91. pr. Kr. – 89. pr. Kr. traje rat za rimsko građansko pravo.
- započeo rat italskih saveza protiv Rima (trajao do 88. pr. Kr.)